# Musée d'Art moderne Louisiana
Le musée d'art moderne Louisiana se trouve dans l'agglomération d'Humlebæk au Danemark. Il se trouve à une demi-heure de Copenhague en voiture.
La maison du XIXe siècle ornée de balcons ajourés  qui accueille le musée s'appelait au départ Louisiana et c'est de là que le musée tire son nom. Elle abrite l'administration.
Le musée fondé par Knud W. Jensen a été inauguré en 1959. Il est constitué de galeries modulables, construites les unes après les autres

## Description
Il est situé dans un grand parc dans lequel sont disséminées des sculptures.
Ce musée présente des collections d’art moderne et d’art contemporain, des œuvres de Arp, Calder, Ernst, Dubuffet, Henry Moore, Robert Jacobsen, Giacometti, Germaine Richier avec notamment L'Orage et Kusama et des expositions temporaires. 
On trouve aussi une riche collection des peintres du mouvement Cobra comme Asger Jorn, Per Kirkeby, Egill Jacobsen, Henry Heerup.
Il est accessible à tous pour un prix d'entrée de quelques couronnes. Le restaurant offre un panorama sur la mer Baltique et la Suède toute proche. On y trouve une cafétéria et un magasin où l'on peut acheter des livres ainsi que des représentations des œuvres vues au musée.

## Histoire
Le nom du musée provient du premier propriétaire de la propriété, Alexander Brun, qui a nommé la villa d'après le prénom de ses trois épouses, toutes nommées Louise.
Le musée a été créé en 1958 par Knud W. Jensen, le propriétaire de l'époque. Il a pris contact avec les architectes Vilhelm Wohlert et Jørgen Bo qui ont passé quelques mois à se promener autour de la propriété avant de décider comment une nouvelle construction pourrait s'intégrer au mieux dans le paysage.
Cette étude a abouti à la première version du musée composé de trois bâtiments reliés par des couloirs de verre. Depuis lors, il a été prolongé à plusieurs reprises jusqu'à ce qu'il atteigne sa forme circulaire actuelle en 1991.

## Collections

### Art moderne
Le musée dispose d'un large éventail de peintures, de sculptures et de vidéos datant de la Seconde Guerre mondiale jusqu'à nos jours, y compris des œuvres d'artistes tels que Roy Lichtenstein, Andy Warhol (célèbre Mao), Anselm Kiefer, Alberto Giacometti, Pablo Picasso (3 toiles, dont Le Déjeuner sur l'herbe), Yves Klein, Robert Rauschenberg, César (Le Pouce) et Asger Jorn, ainsi que Francis Bacon (Homme et Enfant).
Placé au-dessus de la mer, le jardin de sculptures entre deux ailes du musée présente des œuvres d'artistes tels que Henry Moore, Alexander Calder, et Jean Arp.

### La collection Wessel-Bagge
En plus de la collection d'art moderne, le musée propose également une collection de l'art précolombien.
Composée de plus de 400 objets, la collection est un don de la Fondation Wessel-Bagge en 2001.
Il s'agit de la collection personnelle laissée par le danois Niels-Wessel Bagge qui était danseur, chorégraphe mais également collectionneur d'art, vivant en Californie et décédé en 1990.

## Salle de concert

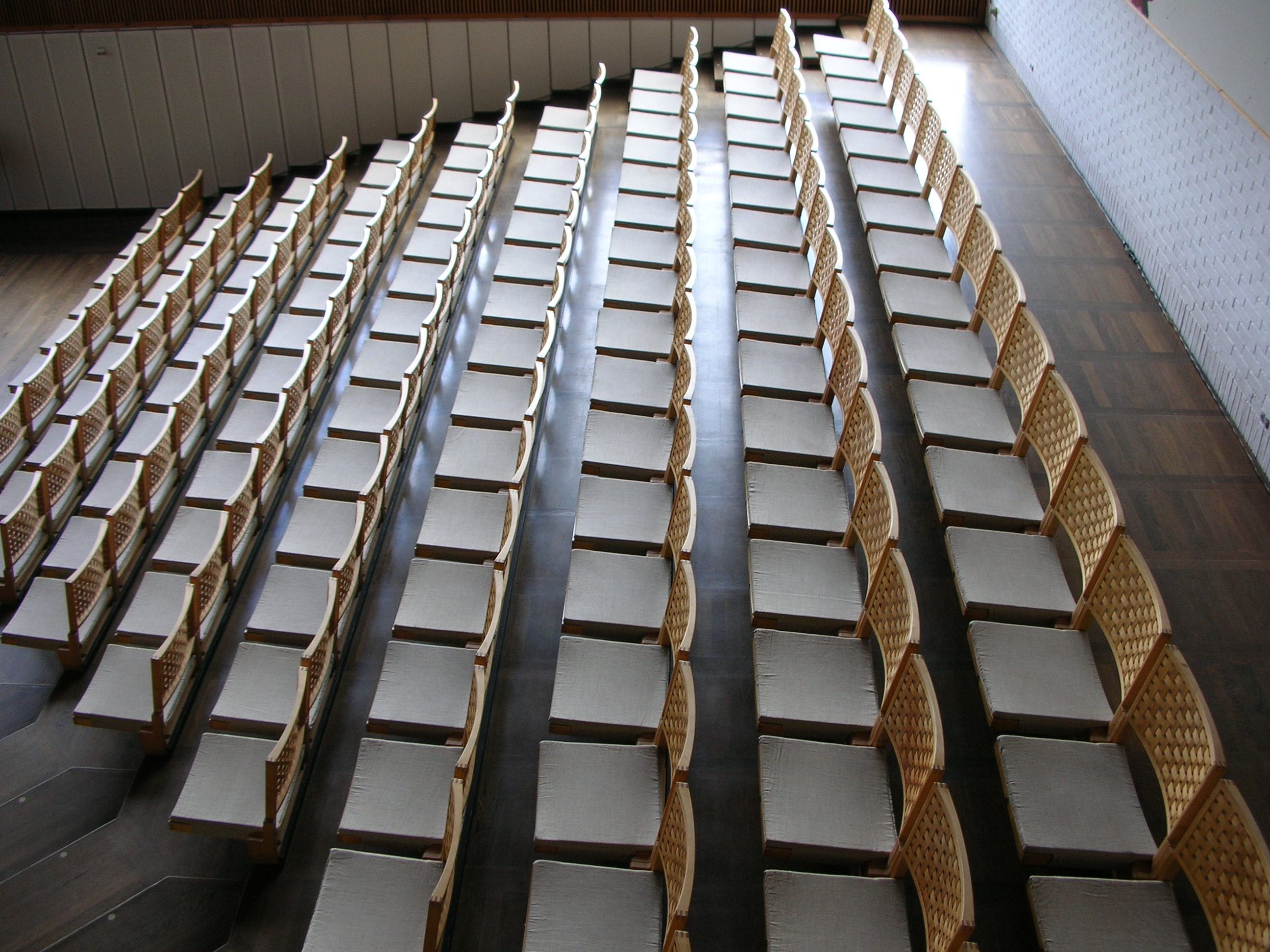
Sièges de la salle de concert.

La salle de concert a été construite en 1976, connectée à l'aile Ouest qui fut construite en 1966 et en 1971.
L'acoustique de cette salle est idéale pour la musique de chambre, mais elle permet également la performance d'autres genres de musique.
Elle est également utilisée pour d'autres genres musicaux ainsi que pour un large éventail d'événements et activités tels que débats, conférences et colloques.
Les chaises sont conçues par Poul Kjærholm et la paroi arrière est décorée avec des peintures créées spécialement pour ce lieu par Sam Francis.
La saison de concerts est placée sous la direction artistique de Lars Fenger.
En 2007 naît le projet de filmer certains concerts et de produire des clips vidéo avec des interprètes tels qu'Emmanuel Pahud, Éric Le Sage, Paul Meyer, Lise Berthaud, Daishin Kashimoto, Jérôme Pernoo, Jérôme Ducros...
En 2014 naît un site internet entièrement consacré à la présentation de ces vidéos réalisées par Stéphan Aubé, le Louisiana Music.

## Directeurs
- 1958 —: Knud W. Jensen
- 1995 —: Lars Nittve
- 1998 —: Steingrim Laursen
- 2000 —: Poul Erik Tøjner